# Fannia lepida
Fannia lepida är en tvåvingeart som först beskrevs av Christian Rudolph Wilhelm Wiedemann 1817.  Fannia lepida ingår i släktet Fannia och familjen takdansflugor. Arten är reproducerande i Sverige. Inga underarter finns listade i Catalogue of Life.

## Bildgalleri

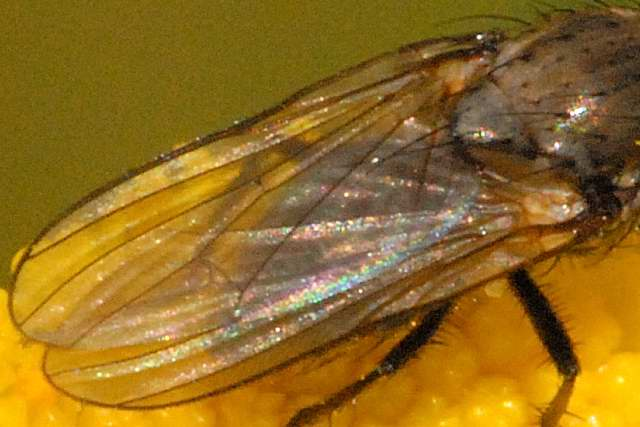